# Диллевейн, Йерун ван
Йе́рун ван Ди́ллевейн (нидерл. Jeroen van Dillewijn) — нидерландский кёрлингист.
В составе мужской сборной Нидерландов участник чемпионата мира 1994 (заняли седьмое место) и двух чемпионатов Европы (оба раза — восьмое место).
Играл в основном на позиции первого.

## Команды
| Сезон   | Четвёртый   | Третий            | Второй     | Первый              | Запасной                                         | Турниры                             |
| ------- | ----------- | ----------------- | ---------- | ------------------- | ------------------------------------------------ | ----------------------------------- |
| 1993—94 | Вим Нелеман | Флорис ван Имхофф | Роб Вилайн | Йерун ван Диллевейн | Erik A van der Zwan (ЧЕ), Густаф ван Имхофф (ЧМ) | ЧЕ 1993 (8 место) ЧМ 1994 (7 место) |
| 1994—95 | Вим Нелеман | Флорис ван Имхофф | Роб Вилайн | Erik A van der Zwan | Йерун ван Диллевейн                              | ЧЕ 1994 (8 место)                   |

(скипы выделены полужирным шрифтом)